# マルゲリータ・ゴンザーガ (1591-1632)
マルゲリータ・ゴンザーガ（イタリア語: Margherita Gonzaga, 1591年10月2日 - 1632年2月7日）は、イタリアのマントヴァ公女で、ロレーヌ公アンリ2世の2番目の妻。フランス語名はマルグリット・ド・ゴンザーグ（Marguerite de Gonzague）。

## 生涯
マントヴァ公ヴィンチェンツォ1世とその2番目の妻でトスカーナ大公フランチェスコ1世の娘であるエレオノーラの間の第4子、長女として生まれた。母方の叔母マリーがフランス王アンリ4世の王妃だった関係で、ロレーヌ公アンリ2世との縁談が持ち込まれた。マルゲリータは1606年4月26日にナンシーにおいて、アンリ2世と結婚した。夫は1604年に最初の妻だったアンリ4世王の妹カトリーヌと死別しており、この結婚は再婚であった。
マルゲリータは夫から朝の贈り物としてノムニー侯爵領およびレトリクールの所領を与えられた。マルゲリータは娘を2人産んだが男子を授からなかったため、1624年に夫が死ぬと、パリ宮廷に赴いて、長女のニコルがロレーヌ公爵家の家督を女子継承できるように運動したが、結局は成功しなかった。ロレーヌに戻ると所領のノムニーで隠居生活を送った。

## 子女
- ニコル（1608年 - 1657年） - 1621年、ロレーヌ公シャルル4世と結婚
- クロード（1612年 - 1648年） - 1634年、ロレーヌ公ニコラ2世と結婚